# 염동연
염동연(廉東淵, 1946년 1월 28일 ~)은 대한민국의 정치인이다.
보성군 출신으로 한국외국어대학교를 중퇴하였다. 안희정과 함께 대표적인 노무현의 측근으로 일컬어지는 인물이며, 17대 총선 당시 허위 학력 논란이 있었다. 2003년에는 나라종금 로비의혹 사건으로 구속되기도 했으나 무죄를 선고받았다. 2008년 18대 총선을 앞두고, 참여정부 개국공신으로 대선에 대패하여 정권을 보수정당에 넘겨준 책임을 지고 18대총선 불출마 선언하였다. 2012년 민주통합당 대선후보 경선 당시에는 조경태, 최종원 등과 함께 김두관 후보를 지지하였으며, 2015년 4월 재보선을 앞두고, 과거 본인의 지역구였던 광주 서구 지역에 무소속 출마한 천정배 예비후보를 지지하였다.

## 학력
- 보성국민학교 졸업
- 중동중학교 졸업
- 중동고등학교 졸업
- 한국외국어대학교 중퇴

## 문재인 비판
17대 총선을 앞두고 문재인 당시 민정수석을 포함한 정찬용 인사수석, 강금실 법무부장관과 이창동 문화관광부 장관 4인방이 불출마 선언을 하자 비판하였다. 특히 문재인 수석을 향해 “지금까지 `양처`라고 생각했는데 이제 보니 `악처`로 생각돼 공격해야겠다”, “대통령이 그를 잘 골랐다고 생각지 않는다“, “문 수석이 95%까지 가득찬 광주의 곳간을 텅텅 비워 부산에 줬으면 나와야 하는 것 아니냐. 광주 민심을 이렇게 만든 핵심 인물이 문재인이고, 이는 많은 호남인들의 생각”이라 하며 맹공을 퍼부었다.
또한 2012년 민주통합당 대선후보 경선을 앞두고 국회출입 전북기자들과의 간담회에서“문 후보가 왜 이렇게 호남에서 지지율이 높은지 이해 할 수 없다. 깊은 속내를 들여다보면 전북, 아니 호남인들이 까무라칠 것이다", “참여정부 초반만 해도 비서관급이 아마 49명 정도 됐을 것이다. 이 가운데 호남 출신이 절반가량인 것으로 기억하고 있다. 그런데 문 후보가 비서실장으로 재직하면서 그 수가 광주전남 3명, 전북 2명으로 줄었다”, "사실 문 후보는 노무현 전 대통령이 아쉬울 때 한번도 자기 자신을 내놓은 적이 없다", "노 대통령 살아생전에 아무런 자기희생을 하지 않던 그런 사람이 이제 와서 '노무현 정신'을 팔아 뭔가를 도모하려는 것은 정치 도의상 맞지 않는다". "솔직히 문 후보도 노 대통령을 부엉이 바위 위로 올라가게 한 책임에서 자유로울 수 없지 않느냐" 등을 주장하였다.
2015년 6월엔 월간조선과 6시간에 걸친 인터뷰를 하며 문재인과 새정치민주연합을 비판했다. 호남 민심은 새정치민주연합 지도부의 ‘머슴 취급’에 지쳤고 새정치민주연합이 호남에서 인기없는 이유를 문재인 탓으로 돌렸다. 또 새정치민주연합은 2016년 총선 전 소멸될 거라고 장담했다.

## 역대 선거 결과
|  | 19.3% |

|  | 52.55% |

## 같이 보기
- 서구 갑 (2004년 광주 선거구)
- 광주 서구의 국회의원